# Xixi, Yongding
Xixi (kinesiska: 西溪) är en socken i sydöstra Kina. Den ligger i stadsdistriktet Yongding i staden Longyan i provinsen Fujian, omkring 300 kilometer sydväst om provinshuvudstaden Fuzhou. Antalet invånare är 2 850. Befolkningen består av 1 388 kvinnor och 1 462 män. Barn under 15 år utgör 18,0 %, vuxna 15-64 år 69 %, och äldre över 65 år 12,0 %.